# Cappella di Piazza (Rapolano Terme)
La cappella di Piazza è un edificio sacro situato a Serre di Rapolano, nel comune di Rapolano Terme.

## Descrizione

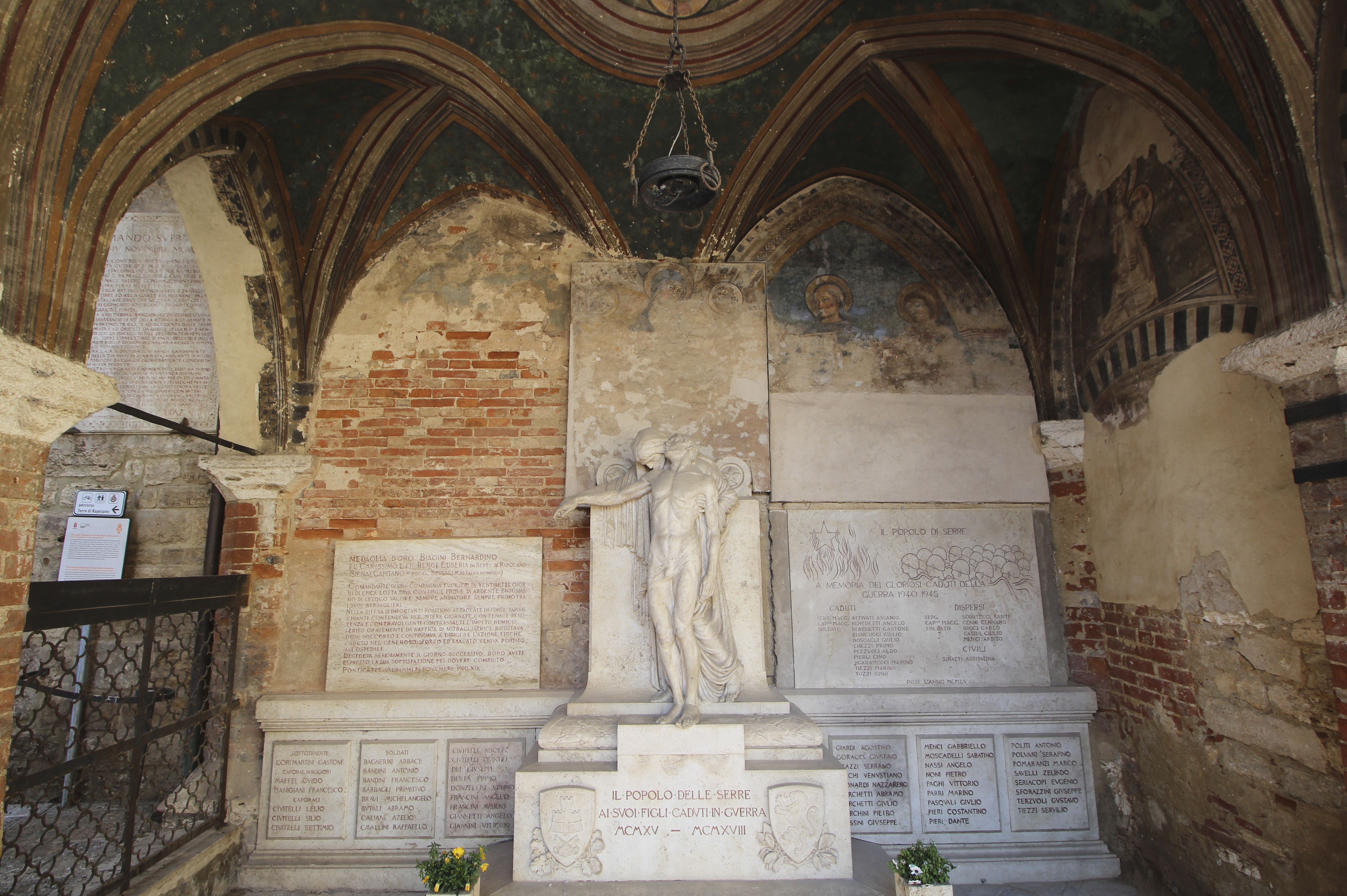
Il Monumento ai Caduti all'interno

La cappella è una piccola aula a pianta rettangolare aperta su tre lati attraverso ampie arcate. Vi aveva sede la compagnia di Sant'Elisabetta, poi unita a quella di Santa Caterina della Misericordia nei primi anni del Seicento. Nel 1922 furono eseguiti i lavori di restauro; in tale occasione riemersero gli affreschi frammentari quattrocenteschi, di nuovo restaurati negli anni ottanta del XX secolo, e la grande lunetta centrale con la Madonna col Bambino e i Santi Fabiano e Sebastiano, Bernardino e Macario, protettori di Serre. A destra è visibile un altro affresco raffigurante la Madonna col Bambino, da riferire ad Andrea di Niccolò; sulla volta stellata al centro è dipinto Dio Padre benedicente.